# James Vincenzo Capone
James Vincenzo Capone, eller Richard James Hart som han senare bytte namn till, var den äldsta brodern till Al Capone, Chicagos mest välkända gangster på 1920- och 1930-talen. Han föddes någon gång 1892 och dog den 1 oktober 1952.

## Biografi
James stack från sitt hem i Brooklyn 16 år gammal för att gå med i en cirkus i Nebraska. Där tränade han på att bli av med sin Brooklyn-dialekt, och likaså på att maskera sin italienska härkomst. Han gick med i armén under första världskriget, och lyckades bli befordrad till löjtnant.
Det var efter kriget som han valde att ändra sitt namn till Richard James Hart. Han kan ha fått namnet ifrån sin favorit-cowboyfilmstjärna, William S. Hart. 1919 gifte han sig och slog sig ner i Homer, Nebraska där han fick jobb som federal prohibition agent, alltså en slags polis som är ansvarig för att sätta fast personer som gör sig skyldiga till illegal alkoholförsäljning. Efter en par lyckade razzior mot hembrännare i trakten fick han smeknamnet "Two-gun" Hart. I mitten av 1920-talet lyckades tidningsreportrar ta reda på hans släktskap med Al Capone, och publiciteten tvingade Hart och hans familj att flytta från Homer. 
1926 blev Hart agent för Indianbyrån. Han delegerades till Cheyennerindianernas reservat i South Dakota. När han var stationerad där fick han en gång uppdraget att beskydda den dåvarande presidenten Calvin Coolidge under dennes vistelse i Black Hills. Senare förflyttades han till Spokanerindianernas reservat i delstaten Washington. Där grep han åtminstone 20 efterlysta mördare, såväl som hembrännare och indianska förbrytare.
Han återvände till Homer 1931, återigen som federal prohibition agent. När alkoholförbudet upphävdes två år senare blev han fredsdomare istället. Han dog i Homer den 1 oktober 1952 av en hjärtattack, 60 år gammal.